# Kühne Logistics University
La Universidad Kühne Logistics – Wissenschaftliche Hochschule für Logistik und Unternehmensführung (KLU) es una universidad privada, reconocida por el estado alemán, con sede en Hamburgo. Fue fundada por la Fundación Kühne, quien a su vez tiene sede en Schindellegi, Suiza y es el cuerpo contratante de Kühne Logistics University S.L.. La fundación sin ánimo de lucro apoya la educación y la formación continua, así como la investigación y la ciencia en el campo de los negocios y liderazgo, el transporte y la logística. 

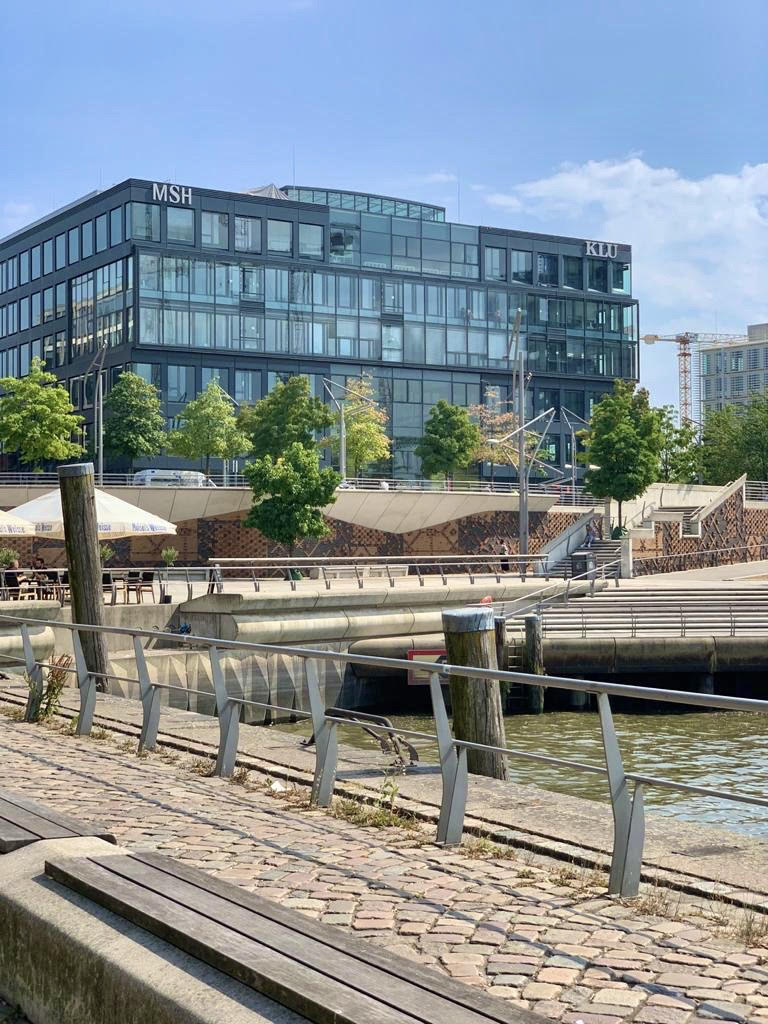
La Universidad Kühne Logistics (KLU) en Hafencity

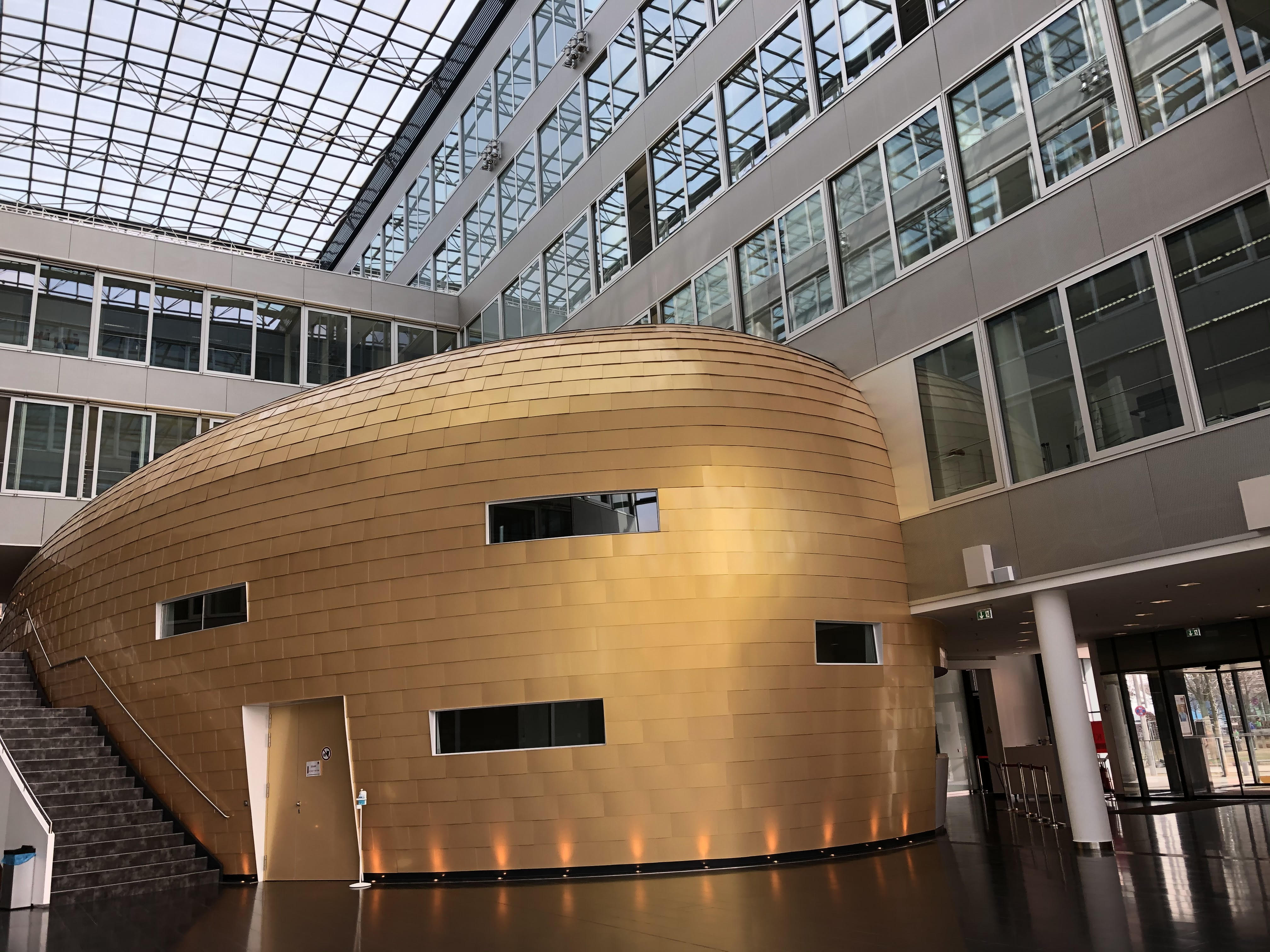
Sala de conferencias en KLU.

KLU consta de dos departamentos: “Logística” y “Gestión & Economía”, y abarca todo el ámbito de la formación universitaria y la formación a nivel directiva, desde el grado de licenciatura y cuatro programas de Máster hasta los programas de Doctorado totalmente estructurados. La KLU está situada en la zona de HafenCity en Hamburgo y todas las clases se imparten en inglés.

## Programas de estudio
KLU ofrece programas internacionales, que se imparten exclusivamente en inglés:
- Licenciatura en Ciencias Empresariales (BSc) en Administración de Empresas con cuatro perfiles: gestión internacional, gestión de sostenibilidad, gestión de la cadena de suministro y gestión digital e innovación. Además de la «vía estándar» con 180 créditos ECTS y unas prácticas integradas, KLU también ofrece una «vía intensiva» con 210 créditos ECTS y dos prácticas.
- Máster en Ciencias (MSc) en Logística Global y Gestión de la Cadena de Suministro
- Máster en Ciencias (MSc) en Gestión Internacional
- Máster en Ciencias (MSc) en Análisis Empresarial y Ciencia de Datos
- Programa de Doctorado (PhD)
- MBA en Liderazgo y Gestión de la Cadena de Suministro
- Máster en Gestión de Sostenibilidad y Operaciones

## Tarifas y becas
Costes del estudio 
Actualizado abril de 2025: Las tasas del programa de máster de dos años son de 7800,00 € por semestre. Las tasas del programa de grado de tres años son de 6800,00 € por semestre (itinerario estándar, 180 créditos ECTS) y de 7290,00 € por semestre (itinerario intensivo, 210 créditos ECTS).
Becas 
En KLU existen varias posibilidades de becas que apoyan y animan económicamente a los estudiantes, por ejemplo:
- Deutschlandstipendium (Beca Alemania)
- Becas por méritos académicos
- Becas por recursos limitados
- Becas para ciudadanos de determinados países (América Latina, Sudeste Asiático)
- Beca deportiva: KLU es una universidad asociada para deportes de competición y mantiene un intercambio mutuo con el Centro de Entrenamiento Olímpico de Hamburgo/Schleswig-Holstein y la Asociación General Alemana de Deportes Universitarios
- Premios a la educación para superdotados (Begabtenförderungswerke)
- Exención de matrícula para refugiados